# 10003 Caryhuang
A 10003 Caryhuang a Naprendszer kisbolygóövében található aszteroida. Luboš Kohoutek fedezte fel 1971. október 26-án.